# Hochsteinalm (Totes Gebirge)
Die Hochsteinalm  oder auch Hagsteinalm ist eine kleine Alm in der Gemeinde Hinterstoder im österreichischen Bundesland Oberösterreich. Die Alm liegt an der Nordwestflanke des Hirschecks in einer Seehöhe von 1300 m ü. A., nördlich des namensgebenden Hochsteins (Hagstein). Die Weidefläche gliedert sich in zwei baumfreie Flächen. Die untere wird auch Nickeralm, die obere Schelchbauernalm genannt. Jeweils zwei Hütten stehen auf diesen kleineren Almen. Im Sommer werden rund 10 Galtrinder aufgetrieben. Es erfolgt Nachschaubehirtung. Die Alm ist seit 1492 als Gemeinschaftsalm bei den Bauerngütern Hochaus, Prentner, Schelchengut und Hutgraben nachweisbar. Das Almgebiet ist über den Stoderer Dolomitensteig erreichbar. Der Aufstieg von der Baumschlagerreith dauert etwa 1,5 Stunden.